# Johannes Vahldiek
Johannes Vahldiek (* 12. September 1839 in Braunschweig; † 22. Januar 1914 in Eutin) (seltener Johannes Vahldieck) war ein deutscher Maler und Obstzüchter.

## Leben

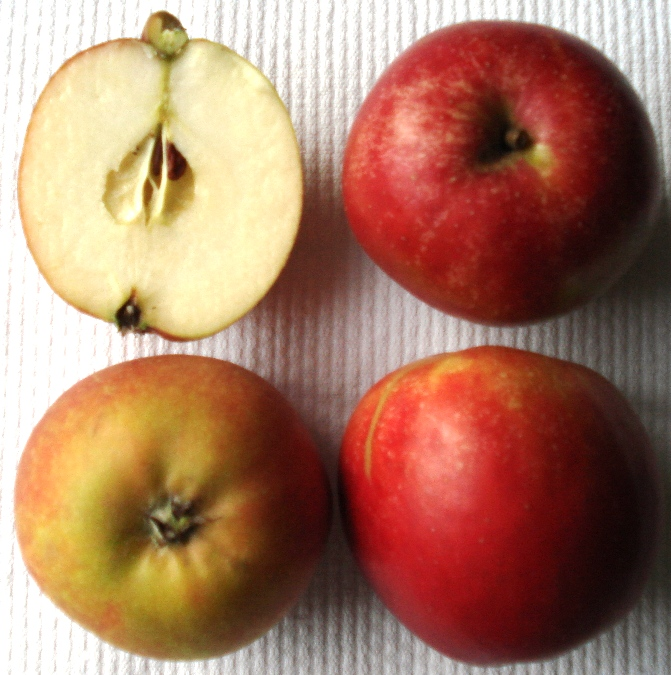
Äpfel Sorte „Holsteiner Cox“

Vahldiek wurde als Sohn eines Schneidermeisters geboren. 1877 ging er nach Eutin, wo er 1878 Charlotte Ross heiratete, deren Mitgift beiden eine sichere Existenz bot. Seine Frau betätigte sich unter anderem im sozialen Bereich.
Bereits kurz nach seiner Ankunft in Eutin begann Johannes Vahldiek sich mit der Obstzucht – insbesondere der von Äpfeln – zu beschäftigen. Das bekannteste Ergebnis war Vahldieks Sämling Nr. 3 (ein Sämling des Cox Orange), der später „Holsteiner Cox“ benannt wurde und heute eine der Hauptanbausorten in Schleswig-Holstein ist.
Als Mitglied der Literarischen Gesellschaft gehörte er zu den Initiatoren der Errichtung des 1890 eingeweihten Denkmals für Carl Maria von Weber im heutigen Carl-Maria-von-Weber-Hain, dessen Erschaffung durch den zu dem Zeitpunkt noch wenig bekannten Schwartauer Bildhauer Paul Peterich auch auf seine Unterstützung (durch Ausstellung von dessen Werken) zurückging. Im selben Jahr war er einer der Initiatoren des Baus des Eutiner Kaiser-Wilhelm-Turms.
Daneben betätigte sich Vahldiek als Maler. Etwa seit 1875 nahm er Privatunterricht bei Malern aus Düsseldorf, bei Johannes Gehrts und bei Christian Ludwig Bokelmann. 1882 stellte Vahldiek Bilder auf der Kunstausstellung in der Kunsthalle Bremen aus. Vahldieck galt als wohlhabender Sonderling, der nur einmal in seinem Leben ein Bild verkaufte. Seine dem Reich hinterlassene Kunstsammlung wurde zugunsten einer Reichsmarinestiftung 1916 bei R. Lepke in Berlin versteigert. Einige seiner Bilder befinden sich heute im Ostholstein-Museum Eutin; von vielen ist der Verbleib unbekannt.

## Sonstiges

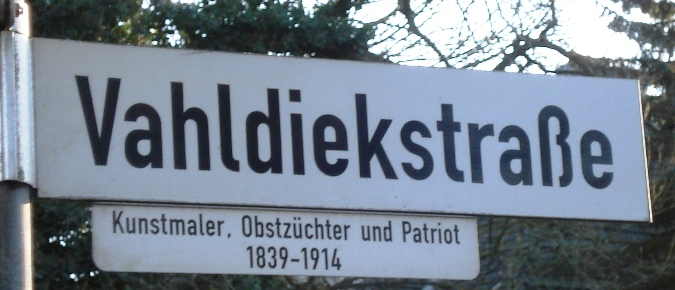
Straßenschild „Vahldiekstraße“ (mit Zusatzschild) in Eutin

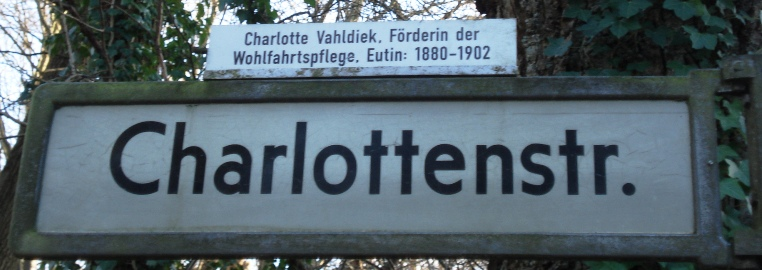
Straßenschild „Charlottenstraße“ (mit Zusatzschild) in Eutin

Nach dem Tod Vahldieks gab es Streit um die Auslegung des (ungültig gewordenen) Testamentes, in dem ein beträchtliches Vermögen dem Deutschen Reich vermacht wurde – letzten Endes wurde durch Kabinettsorder Kaiser Wilhelm II. der Nachlass der Stiftung der Marine überschrieben, die die Mittel zum Erwerb des Hotel „Holsteinische Schweiz“ einsetzte. Im Juli 1918 wurde es als Prinzessin-Adalbert-Marinegenesungsheim als deutschlandweit erstes Erholungsheim für Unteroffiziere und Mannschaftsdienstgrade der Marine eröffnet.
Nach Johannes Vahldiek ist in Eutin die „Vahldiekstraße“, nach seiner Frau († 25. Juli 1902) die benachbarte „Charlottenstraße“ benannt – daneben gibt es auch noch den „Vahldieksweg“.